# Знаки почтовой оплаты СССР (1977)
Зна́ки почто́вой опла́ты СССР (1977) — перечень (каталог) знаков почтовой оплаты (почтовых марок), введённых в обращение дирекцией по изданию и экспедированию знаков почтовой оплаты Министерства связи СССР в 1977 году.

## Список коммеморативных (памятных) марок
Порядок следования элементов в таблице соответствует номеру по каталогу марок СССР (ЦФА), в скобках приведены номера по каталогу «Михель».
| № по каталогу                        | Изображение | Описание и источники | Номинал        | Дата выпуска          | Тираж     | Художник         |
| ------------------------------------ | ----------- | --- | -------------- | --------------------- | --------- | ---------------- |
| (ЦФА [АО «Марка»] № 4706) (Mi #4602) |             | Почтово-благотворительный выпуск «Игры XXII Олимпиады. Москва-80»: - Классическая борьба.                                                 | 0,04+0,02 руб. | 21 июня 1977 года     | 6 500 000 | Николай Литвинов |
| (ЦФА [АО «Марка»] № 4707) (Mi #4603) |             | Почтово-благотворительный выпуск «Игры XXII Олимпиады. Москва-80»: - Вольная борьба.                                                      | 0,06+0,03 руб. | 21 июня 1977 года     | 5 000 000 | Николай Литвинов |
| (ЦФА [АО «Марка»] № 4708) (Mi #4604) |             | Почтово-благотворительный выпуск «Игры XXII Олимпиады. Москва-80»: - Борьба дзюдо.                                                        | 0,10+0,05 руб. | 21 июня 1977 года     | 5 000 000 | Герман Комлев    |
| (ЦФА [АО «Марка»] № 4709) (Mi #4605) |             | Почтово-благотворительный выпуск «Игры XXII Олимпиады. Москва-80»: - Бокс.                                                                | 0,16+0,06 руб. | 21 июня 1977 года     | 5 000 000 | Герман Комлев    |
| (ЦФА [АО «Марка»] № 4710) (Mi #4606) |             | Почтово-благотворительный выпуск «Игры XXII Олимпиады. Москва-80»: - Тяжёлая атлетика.                                                    | 0,20+0,10 руб. | 21 июня 1977 года     | 1 200 000 | Николай Литвинов |
| (ЦФА [АО «Марка»] № 4746) (Mi #4642) |             | Почтово-благотворительный выпуск «Игры XXII Олимпиады. Москва-80»: - Велосипедные гонки.                                                  | 0,04+0,02 руб. | 22 сентября 1977 года | 6 500 000 | Николай Литвинов |
| (ЦФА [АО «Марка»] № 4747) (Mi #4643) |             | Почтово-благотворительный выпуск «Игры XXII Олимпиады. Москва-80»: - Стрельба из лука.                                                    | 0,06+0,03 руб. | 22 сентября 1977 года | 5 000 000 | Николай Литвинов |
| (ЦФА [АО «Марка»] № 4748) (Mi #4644) |             | Почтово-благотворительный выпуск «Игры XXII Олимпиады. Москва-80»: - Стрельба.                                                            | 0,10+0,05 руб. | 22 сентября 1977 года | 5 000 000 | Николай Литвинов |
| (ЦФА [АО «Марка»] № 4749) (Mi #4645) |             | Почтово-благотворительный выпуск «Игры XXII Олимпиады. Москва-80»: - Конный спорт.                                                        | 0,16+0,06 руб. | 22 сентября 1977 года | 5 000 000 | Николай Литвинов |
| (ЦФА [АО «Марка»] № 4750) (Mi #4646) |             | Почтово-благотворительный выпуск «Игры XXII Олимпиады. Москва-80»: - Фехтование.                                                          | 0,20+0,10 руб. | 22 сентября 1977 года | 1 200 000 | Николай Литвинов |
| (ЦФА [АО «Марка»] № 4751) (Mi #4647) |             | Почтово-благотворительный выпуск «Игры XXII Олимпиады. Москва-80»: - почтовый блок «Пятиборье».                                           | 0,50+0,25 руб. | 22 сентября 1977 года | 600 000   | Николай Литвинов |
| (ЦФА [АО «Марка»] № 4766) (Mi #4661) |             | «С Новым, 1978 годом!»: - Спутник связи «Молния».                                                                                         | 0,04 руб.      | 12 октября 1977 года  | 5 200 000 | Леонид Кузнецов  |
| (ЦФА [АО «Марка»] № 4790) (Mi #4686) |             | Почтово-благотворительный выпуск «Туризм под знаком Олимпиады в СССР»: - «Туризм по Золотому кольцу»: Суздаль. Герб города.               | 1,00+0,50 руб. | 30 декабря 1977 года  | 700 000   | Лео Шаров        |
| (ЦФА [АО «Марка»] № 4791) (Mi #4687) |             | Почтово-благотворительный выпуск «Туризм под знаком Олимпиады в СССР»: - «Туризм по Золотому кольцу»: Суздаль. Памятник Д. Пожарскому.    | 1,00+0,50 руб. | 30 декабря 1977 года  | 700 000   | Лео Шаров        |
| (ЦФА [АО «Марка»] № 4792) (Mi #4688) |             | Почтово-благотворительный выпуск «Туризм под знаком Олимпиады в СССР»: - «Туризм по Золотому кольцу»: Владимир. Герб города.              | 1,00+0,50 руб. | 30 декабря 1977 года  | 700 000   | Лео Шаров        |
| (ЦФА [АО «Марка»] № 4793) (Mi #4689) |             | Почтово-благотворительный выпуск «Туризм под знаком Олимпиады в СССР»: - «Туризм по Золотому кольцу»: Владимир. Мост через Клязьму.       | 1,00+0,50 руб. | 30 декабря 1977 года  | 700 000   | Лео Шаров        |
| (ЦФА [АО «Марка»] № 4794) (Mi #4690) |             | Почтово-благотворительный выпуск «Туризм под знаком Олимпиады в СССР»: - «Туризм по Золотому кольцу»: Иваново. Герб города.               | 1,00+0,50 руб. | 30 декабря 1977 года  | 700 000   | Лео Шаров        |
| (ЦФА [АО «Марка»] № 4795) (Mi #4691) |             | Почтово-благотворительный выпуск «Туризм под знаком Олимпиады в СССР»: - «Туризм по Золотому кольцу»: Иваново. Монумент борцам революции. | 1,00+0,50 руб. | 30 декабря 1977 года  | 700 000   | Лео Шаров        |

## Комментарии
1. ↑  Ниже приведён перечень памятных художественных марок (с возможностью сортировки по номиналу, тиражу и дате введения в обращение).
2. ↑  Почтово-благотоворительный выпуск Игры XXII Олимпиады. Москва-80. На марке  (ЦФА [АО «Марка»] № 4706) — классическая борьба, многоцветная. Офсетная печать, перфорирована: комбинированная гребенчатая зубцовка 12½:12 (на каждые 2 сантиметра края марки приходится 12½:12 зубцов). В марочных листах 36 (6×6) и малые листы (кляйнбогены) по 20 (4×5) марок[2][5][6][7].
3. ↑  Почтово-благотоворительный выпуск Игры XXII Олимпиады. Москва-80. На марке  (ЦФА [АО «Марка»] № 4707) — вольная борьба, многоцветная. Офсетная печать, перфорирована: комбинированная гребенчатая зубцовка 12½:12 (на каждые 2 сантиметра края марки приходится 12½:12 зубцов). В марочных листах 36 (6×6) и малые листы (кляйнбогены) по 20 (4×5) марок[2][5][6][7].
4. ↑  Почтово-благотоворительный выпуск Игры XXII Олимпиады. Москва-80. На марке  (ЦФА [АО «Марка»] № 4708) — борьба дзюдо, многоцветная. Офсетная печать, перфорирована: комбинированная гребенчатая зубцовка 12½:12 (на каждые 2 сантиметра края марки приходится 12½:12 зубцов). В марочных листах 36 (6×6) и малые листы (кляйнбогены) по 20 (4×5) марок[2][5][6][7].
5. ↑  Почтово-благотоворительный выпуск Игры XXII Олимпиады. Москва-80. На марке  (ЦФА [АО «Марка»] № 4709) — бокс многоцветная. Офсетная печать, перфорирована: комбинированная гребенчатая зубцовка 12½:12 (на каждые 2 сантиметра края марки приходится 12½:12 зубцов). В марочных листах 36 (6×6) и малые листы (кляйнбогены) по 20 (4×5) марок[2][5][6][7].
6. ↑  Почтово-благотоворительный выпуск Игры XXII Олимпиады. Москва-80. На марке  (ЦФА [АО «Марка»] № 4710) — тяжёлая атлетика. Штангист, многоцветная. Офсетная печать, перфорирована: комбинированная гребенчатая зубцовка 12½:12 (на каждые 2 сантиметра края марки приходится 12½:12 зубцов). В марочных листах 36 (6×6) и малые листы (кляйнбогены) по 20 (4×5) марок[2][5][6][7].
7. ↑  Почтово-благотоворительный выпуск Игры XXII Олимпиады. Москва-80. На марке  (ЦФА [АО «Марка»] № 4746) — велосипедные гонки, многоцветная. Офсетная печать, перфорирована: комбинированная гребенчатая зубцовка 12½:12 (на каждые 2 сантиметра края марки приходится 12½:12 зубцов). В марочных листах 36 (6×6) и малые листы (кляйнбогены) по 20 (4×5) марок[2][10][11][12].
8. ↑  Почтово-благотоворительный выпуск Игры XXII Олимпиады. Москва-80. На марке  (ЦФА [АО «Марка»] № 4747) — стрельба из лука, многоцветная. Офсетная печать, перфорирована: комбинированная гребенчатая зубцовка 12:12½ (на каждые 2 сантиметра края марки приходится 12:12½ зубцов). В марочных листах 36 (6×6) и малые листы (кляйнбогены) по 20 (5×4) марок[2][10][11][12].
9. ↑  Почтово-благотоворительный выпуск Игры XXII Олимпиады. Москва-80. На марке  (ЦФА [АО «Марка»] № 4748) — стрельба, многоцветная. Офсетная печать, перфорирована: комбинированная гребенчатая зубцовка 12½:12 (на каждые 2 сантиметра края марки приходится 12½:12 зубцов). В марочных листах 36 (6×6) и малые листы (кляйнбогены) по 20 (4×5) марок[2][10][11][12].
10. ↑  Почтово-благотоворительный выпуск Игры XXII Олимпиады. Москва-80. На марке  (ЦФА [АО «Марка»] № 4749) — конный спорт, серо-чёрная, оливковая. Офсетная печать, перфорирована: комбинированная гребенчатая зубцовка 12½:12 (на каждые 2 сантиметра края марки приходится 12½:12 зубцов). В марочных листах 36 (6×6) и малые листы (кляйнбогены) по 20 (4×5) марок[2][10][11][12].
11. ↑  Почтово-благотоворительный выпуск Игры XXII Олимпиады. Москва-80. На марке  (ЦФА [АО «Марка»] № 4750) — фехтование, многоцветная. Офсетная печать, перфорирована: комбинированная гребенчатая зубцовка 12½:12 (на каждые 2 сантиметра края марки приходится 12½:12 зубцов). В марочных листах 36 (6×6) и малые листы (кляйнбогены) по 20 (4×5) марок[2][10][11][12].
12. ↑  Почтово-благотоворительный выпуск Игры XXII Олимпиады. Москва-80, номерной почтовый блок 90×70 мм «Летние виды спорта, пятиборье», серый, чёрный, бирюзовый.  (ЦФА [АО «Марка»] № 4751А) — без номера с надпечаткой «ПОГАШЕНО». Офсетная печать, перфорирована: комбинированная рамочная зубцовка 12½:12 (на каждые 2 сантиметра края марки приходится 12½:12 зубцов)[2][13][11][12].
13. ↑  «С Новым, 1978 годом!»: на многоцветной марке  (ЦФА [АО «Марка»] № 4766) — спутник связи «Молния» и ель с шишками. Офсетная печать, перфорирована: комбинированная гребенчатая зубцовка 12:12½ (на каждые 2 сантиметра края марки приходится 12:12½ зубцов). В марочных листах 36 (6×6) и малые листы (кляйнбогены) по 16 (4×4) марок[2][14][15].
14. ↑  Почтово-благотоворительный выпуск «Туризм под знаком Олимпиады в СССР»: «Туризм по Золотому кольцу». На марке  (ЦФА [АО «Марка»] № 4790) — Суздаль. Герб города, многоцветная. Глубокая печать в сочетании с металлографией, перфорирована: комбинированная рамочная зубцовка 11½:12 (на каждые 2 сантиметра края марки приходится 11½:12 зубцов). В марочных листах 25 (5×5) и малые листы (кляйнбогены) по 16 (4×4) марок[2][13][16][17].
15. ↑  Почтово-благотоворительный выпуск «Туризм под знаком Олимпиады в СССР»: «Туризм по Золотому кольцу». На марке  (ЦФА [АО «Марка»] № 4791) — Суздаль. Памятник Д. Пожарскому, многоцветная. Глубокая печать в сочетании с металлографией, перфорирована: комбинированная рамочная зубцовка 11½:12 (на каждые 2 сантиметра края марки приходится 11½:12 зубцов). В марочных листах 25 (5×5) и малые листы (кляйнбогены) по 16 (4×4) марок[2][13][16][17].
16. ↑  Почтово-благотоворительный выпуск «Туризм под знаком Олимпиады в СССР»: «Туризм по Золотому кольцу». На марке  (ЦФА [АО «Марка»] № 4792) — Владимир. Герб города, многоцветная. Глубокая печать в сочетании с металлографией, перфорирована: комбинированная рамочная зубцовка 11½:12 (на каждые 2 сантиметра края марки приходится 11½:12 зубцов). В марочных листах 25 (5×5) и малые листы (кляйнбогены) по 16 (4×4) марок[2][13][16][17].
17. ↑  Почтово-благотоворительный выпуск «Туризм под знаком Олимпиады в СССР»: «Туризм по Золотому кольцу». На марке  (ЦФА [АО «Марка»] № 4793) — Владимир. Мост через Клязьму, многоцветная. Глубокая печать в сочетании с металлографией, перфорирована: комбинированная рамочная зубцовка 11½:12 (на каждые 2 сантиметра края марки приходится 11½:12 зубцов). В марочных листах 25 (5×5) и малые листы (кляйнбогены) по 16 (4×4) марок[2][13][16][17].
18. ↑  Почтово-благотоворительный выпуск «Туризм под знаком Олимпиады в СССР»: «Туризм по Золотому кольцу». На марке  (ЦФА [АО «Марка»] № 4794) — Иваново. Герб города, многоцветная. Глубокая печать в сочетании с металлографией, перфорирована: комбинированная рамочная зубцовка 11½:12 (на каждые 2 сантиметра края марки приходится 11½:12 зубцов). В марочных листах 25 (5×5) и малые листы (кляйнбогены) по 16 (4×4) марок[2][13][16][17].
19. ↑  Почтово-благотоворительный выпуск «Туризм под знаком Олимпиады в СССР»: «Туризм по Золотому кольцу». На марке  (ЦФА [АО «Марка»] № 4795) — Иваново. Монумент борцам революции, многоцветная. Глубокая печать в сочетании с металлографией, перфорирована: комбинированная рамочная зубцовка 11½:12 (на каждые 2 сантиметра края марки приходится 11½:12 зубцов). В марочных листах 25 (5×5) и малые листы (кляйнбогены) по 16 (4×4) марок[2][13][16][17].